# Opaje
Opaje (macedónul: Опае, albánul Opaja) település Észak-Macedóniában, a Északkeleti körzetben, Lipkovo községben.

## Népesség
| Lakosok száma | 532  | 580  | 709  | 1081 | 1553 | 311  | 1886 | 1996 | 1619 |
|               | 1948 | 1953 | 1961 | 1971 | 1981 | 1991 | 1994 | 2002 | 2021 |

- 2002-ben 1996 lakosa volt, akik közül 1818 albán, 138 macedón, 38 szerb és 2 egyéb.